# Éric Lombard
Éric Lombard   (Boulogne-Billancourt, 16 de maig de 1958) és un empresari i polític francès que ha exercit com a Ministre d'Economia i Finances al govern del Primer Ministre François Bayrou des de 2024. Va ser Director Executiu de la Caisse des dépôts et consignations del 2017 al 2024. Va graduar-se a HEC Paris el 1981, i va treballar com a consultor per a Michel Sapin del 1991 al 1993, primer al Ministeri de Justícia i després al Ministeri d'Economia i Finances. Des del 2014, és membre del Consell d'Administració de Bpifrance.